# Xavier (Navarra)
Xavier (oficialment en castellà Javier, en basc Xabier) és un municipi de Navarra, a la comarca de Sangüesa, dins la merindad de Sangüesa.

## Demografia
| Evolució demogràfica                              | Evolució demogràfica | Evolució demogràfica | Evolució demogràfica | Evolució demogràfica | Evolució demogràfica | Evolució demogràfica | Evolució demogràfica | Evolució demogràfica | Evolució demogràfica | Evolució demogràfica | Evolució demogràfica |
| 1996                                              | 1998                 | 1999                 | 2000                 | 2001                 | 2002                 | 2003                 | 2004                 | 2005                 | 2006                 | 2007                 | 2009                 |
| ------------------------------------------------- | -------------------- | -------------------- | -------------------- | -------------------- | -------------------- | -------------------- | -------------------- | -------------------- | -------------------- | -------------------- | -------------------- |
| 143                                               | 137                  | 130                  | 119                  | 112                  | 100                  | 89                   | 77                   | 77                   | 100                  | 105                  | 113                  |
| Fonts: Javier i Institut d'Estadística de Navarra |                      |                      |                      |                      |                      |                      |                      |                      |                      |                      |                      |

## Personatges cèlebres
- Sant Francesc Xavier (*1506–†1552), religiós i missioner de la Companyia de Jesús – Festivitat: 3 de desembre.